# 中央陆军军官学校第二分校
中央陆军军官学校第二分校或称黄埔军校第二分校，是抗日战争时期在湖北省创建的中央陆军军官学校分校。
最初是1936年在武汉南湖恢复组成的黄埔军校武汉分校。1937年，李明灏任分校主任。1938年，因湖北抗战形势，学校迁往湖南省邵阳县，后迁往武冈县，更名为中央陆军军官学校第二分校。1944年，衡阳、邵阳相继沦陷。8月5日，学校疏散。最终并入成都分校。1945年，随抗日战争胜利，学校不复存在。至1945年10月，招收了第十四至第十九期学员，十个总队，与其它训练班，毕业学员共计23502人。

## 遗迹
- 黄埔军校第二分校旧址，位于湖南省武冈市，第七批全国重点文物保护单位
- 黄埔军校第二分校曲塘分部旧址——曲塘杨氏宗祠，位于湖南省洞口县，湖南省文物保护单位，做为洞口宗祠建筑群之一列入第七批全国重点文物保护单位。
- 黄埔军校第二分校第十四军官总队旧址——尹氏宗祠，位于湖南省洞口县，湖南省文物保护单位。
- 黄埔军校第二分校第十六期、第十七期、第十八期驻地旧址——曾八支祠，位于湖南省洞口县，现为高沙文史博物馆，是为洞口宗祠建筑群之一。